# Stadio Başakşehir Fatih Terim
Lo stadio Başakşehir Fatih Terim è uno stadio di calcio di Istanbul di 17 156 posti a sedere. Situato nel distretto di Başakşehir, l'impianto ospita le gare interne del İstanbul Başakşehir ed è così nominato in onore di Fatih Terim, ex calciatore ed allenatore turco.
La costruzione dello stadio è stata completata in sedici mesi, ed è costata 178 milioni di lire turche (circa 47 milioni di euro).